# 驚速
驚速（きょうそく）は、ソースネクスト社が販売するアプリケーションソフトウェア。

## 概要
驚速シリーズには、パソコンの高速化、デフラグ、メディア関連のソフトがある。
名称は、主に高速化やデフラグを行うソフトは「ソースネクスト 驚速」で始まり、記録媒体やデータ、動画等を扱うソフトは「驚速」で始まっている。
高速化を行うソフトでは、使用率の低い機能を停止したり、メモリを効率よく最適化する、プロパティの設定やレジストリの設定などを調整することで、動作を快適に設定することができる。
ただし、あくまでパソコンの本来の処理能力を引き出せるだけなので、もともとメモリなどに余裕のある高性能なパソコンでは効果をあまり実感できないほか、メモリを増設するほどの効果は出ない。

## 販売製品
- 現行製品
  - ソースネクスト 驚速 for Windows 7
  - ソースネクスト 驚速 for Windows Vista
  - ソースネクスト 驚速 for Windows XP
  - ソースネクスト 驚速ウルトラモバイル
  - ソースネクスト 驚速メモリ
  - ソースネクスト 驚速デフラグ
  - 驚速動画カッター
  - 驚速データ消去
  - 驚速画像コンバーター
  - 驚速ハードディスク
  - 携速xp